# Grand Prix-seizoen 1922
Het Grand Prix-seizoen 1922 was het laatste Grand Prix-jaar waarin de Indianapolis 500 niet als Grande Épreuve werd verreden, vanaf het Grand Prix-seizoen 1923 gebeurde dit wel. Het seizoen begon op 2 april en eindigde op 4 november na twee Grandes Épreuves en negen andere races.

## Kalender

### Grandes Épreuves
| Ronde | Datum       | Grand Prix | Circuit     | Winnaar        | Constructeur | Verslag |
| ----- | ----------- | ---------- | ----------- | -------------- | ------------ | ------- |
| 1     | 15 juli     | Frankrijk  | Straatsburg | Felice Nazzaro | Fiat         | verslag |
| 2     | 4 september | Italië     | Monza       | Pietro Bordino | Fiat         | verslag |

### Andere races
| Datum       | Land             | Racenaam          | Circuit      | Winnaar          | Constructeur     | Verslag |
| ----------- | ---------------- | ----------------- | ------------ | ---------------- | ---------------- | ------- |
| 2 april     | Italië           | Targa Florio      | Madonie      | Giulio Masetti   | Mercedes         | verslag |
| 30 mei      | Verenigde Staten | Indianapolis 500  | Indianapolis | Jimmy Murphy     | Duesenberg       | verslag |
| 30 mei      | Italië           | Sardo Circuit     | Cagliari     | Ernesto Ceirano  | SCAT             | verslag |
| 18 juni     | Italië           | Mugello Circuit   | Mugello      | Alfieri Maserati | Isotta Fraschini | verslag |
| 22 juni     | Man              | Tourist Trophy    | Isle of Man  | Jean Chassagne   | Sunbeam          | verslag |
| 27 augustus | Italië           | Coppa Montenero   | Montenero    | Carlo Masetti    | Bugatti          | verslag |
| 15 oktober  | Italië           | Garda Circuit     | Salò         | Guido Meregalli  | Diatto           | verslag |
| 22 oktober  | Italië           | Herfst Grand Prix | Monza        | André Dubonnet   | Hispano Suiza    | verslag |
| 4 november  | Italië           | Coppa Florio      | Madonie      | André Boillot    | Peugeot          | verslag |

1894 · 1895 · 1896 · 1897 · 1898 · 1899 · 1900 · 1901 · 1902 · 1903 · 1904 · 1905 · 1906 · 1907 · 1908 · 1909 · 1910 · 1911 · 1912 · 1913 · 1914 · 1915 · 1916 · Eerste Wereldoorlog · 1919 · 1920 · 1921 · 1922 · 1923 · 1924 · 1925 · 1926 · 1927 · 1928 · 1929 · 1930 · 1931 · 1932 · 1933 · 1934 · 1935 · 1936 · 1937 · 1938 · 1939 · 1940-1945 (Tweede Wereldoorlog) · 1946 · 1947 · 1948 · 1949 
 Lijst van Grand Prix-wedstrijden voor 1950